# Roberta Bruzzone
Roberta Bruzzone (Finale Ligure, 1º luglio 1973) è una criminologa e opinionista italiana.

## Biografia
È nata primogenita da Domenico Bruzzone, detto Mingo, un poliziotto, e Virginia Zunino, detta Marisa. Ha una sorella e un fratello gemelli, Federica e Andrea.
Si è laureata in Psicologia clinica presso l'Università degli Studi di Torino. Psicologa forense, è divenuta nota principalmente per il suo coinvolgimento durante il dibattimento sul delitto di Avetrana, quando le fu affidato il ruolo di consulente della difesa di Michele Misseri. È stata consulente in altri casi di cronaca nera, fra cui la strage di Erba.
Oltre a presenziare come ospite in programmi televisivi, è stata autrice e conduttrice della trasmissione La scena del crimine, andata in onda sulla rete locale GBR – Teleroma 56, nonché conduttrice di Donne mortali, andata in onda per tre edizioni sull'emittente Real Time. Dal 2017 al 2022 è stata "giudice a latere" del programma di varietà Ballando con le stelle. Nel 2022 interpreta sé stessa in una breve apparizione nel film (Im)perfetti criminali. Tra il 2024 e il 2025 è conduttrice del programma in otto puntate Nella mente di narciso, su RaiPlay, incentrato su quattro casi di cronaca nera.

## Opere
- Marco Strano, Roberta Bruzzone e Danilo Coppe, Chi è Unabomber? Strategie investigative e criminal profiling nei casi di serial bombers, Reggio Emilia, Aliberti, 2007, ISBN 978-88-7424-235-1.
- Roberta Bruzzone, Chi è l'assassino. Diario di una criminologa, Milano, Mondadori, 2012, ISBN 978-88-04-61304-6.
- Roberta Bruzzone, Segreti di famiglia. Il delitto di Sarah Scazzi. Le prove, i depistaggi e le lacrime di plastica, con la collaborazione di Giuseppe Centonze e Filomena Cavallaro, Roma, Aracne Editrice, 2013, ISBN 978-88-548-6016-2.
- Roberta Bruzzone, State of Florida vs Enrico Forti. Il grande abbaglio, Trento, Curcu & Genovese Editore, 2013, ISBN 978-88-6876-009-0.
- Roberta Bruzzone e Emanuele Florindi, Il lato oscuro dei social media. Nuovi scenari di rischio, nuovi predatori, nuove strategie di tutela, Reggio Emilia, Imprimatur, 2016, ISBN 978-88-6830-361-7.
- Roberta Bruzzone e Valentina Magrin, Delitti allo specchio. I casi di Perugia e Garlasco a confronto oltre ogni ragionevole dubbio, Reggio Emilia, Imprimatur, 2017, ISBN 978-88-6830-496-6.
- Roberta Bruzzone, Io non ci sto più. Consigli pratici per riconoscere un manipolatore affettivo e liberarsene, Milano, De Agostini, 2018, ISBN 978-88-511-6425-6.
- Roberta Bruzzone e Emanuela Valente, Favole da incubo, De Agostini, 2020, ISBN 978-8851184131.
- Roberta Bruzzone e Laura Marinaro, Yara: Autopsia di un'indagine, Milano, Ugo Mursia Editore, 2023, ISBN 978-88-425-6621-2.
- Roberta Bruzzone e Federica Nardoni, La ragazza nel bosco, Piemme, 2023, ISBN 978-8856674026

## Filmografia

### Cinema
- Buon Lavoro, regia di Marco Demurtas (2018)
- (Im)perfetti criminali, regia di Alessio Maria Federici (2022) - sé stessa in una breve apparizione.

## Televisione
- Buona Domenica (Canale 5, 2005-2006) - ospite[14]
- Porta a Porta (Rai 1, dal 2008) - ospite fissa[15]
- La scena del crimine (GBR – Teleroma 56, 2010-2015)
- Donne mortali (Real Time, 2010-2015)
- Ballando con le stelle (Rai 1, 2017-2021) - opinionista ("giudice a latere")
- Ore 14 (Rai 2, dal 2020) - opinionista (risulta accreditata come "criminologa")[16]
  - Ore 14 sera (Rai 2, 2025)

- La vita in diretta (Rai 1, dal 2020) - opinionista (risulta accreditata come "criminologa")[16]
- Quarto grado (Rete 4, dal 2024) - opinionista (risulta accreditata come "criminologa")
- Nella mente di narciso (Rai Play, 2024-2025) - conduttrice
- FarWest (Rai 3, 2025) - opinionista

## Teatro
- PSY – Ombre Abbaglianti (Teatro Rossetti di Trieste, 2022) - partecipazione in video[17]